# Goliat
Goliat es un nombre propio masculino en su variante en español. Procede del hebreo golit (גולית), aunque el nombre es probablemente de origen filisteo. Se le suele atribuir el significado de «el que vive peregrinando».

## Equivalencias en otros idiomas
| Variantes en otras lenguas | Variantes en otras lenguas |
| -------------------------- | -------------------------- |
| Español                    | Goliat                     |
| Alemán                     | Goliath                    |
| Árabe                      | Jalut                      |
| Checo                      | Goliáš                     |
| Francés                    | Goliath                    |
| Búlgaro                    | Голиат                     |
| Hebreo                     | גוליית                     |
| Neerlandés                 | Goliath                    |
| Inglés                     | Goliath                    |
| Italiano                   | Golia                      |
| Lituano                    | Goliath                    |
| Polaco                     | Goliath                    |
| Portugués                  | Golias                     |
| Ruso                       | Голиаф                     |

## En la cultura popular
El nombre Goliath apareció en varias películas italianas de acción y aventura épica, o peplum. Steve Reeves hizo el film de 1959 Goliath and the Barbarians (Goliath contra los bárbaros). El éxito de dicho filme llevó a los productores a hacer sus secuelas Goliath Against the Giants (Goliath contra los gigantes, 1960), Goliath and the Rebel Slave (Goliath y la esclava rebelde, 1963), Goliath and the Masked Rider (Goliath y el jinete enmascarado, 1964), y Goliath at the Conquest of Baghdad (Goliath conquista Bagdad, 1964). Además, Goliath aparece en el cortometraje de animación de Walt Disney Productions en Goliath II del año 1960; donde se muestra a los dos personajes de la parábola, en la que el elefantito con su temor, el cual equivale a David, consigue enfrentarse al ratón; el cual equivale a Goliath. Aunque ninguno de los filmes se refieren a la época ni al personaje origen del nombre, sino a un forzudo y aventurero ficticio, situado en una época varios siglos después, posterior incluso a la del imperio romano. Goliath es representado y referenciado en muchas ocasiones en la serie animada estadounidense VeggieTales